# Isabel del Olmo
Isabel del Olmo Flórez es una ingeniera industrial española de reconocida trayectoria en el sector enérgetico. Es jefa del Departamento de Movilidad Sostenible y Ciudad del Instituto para la Diversificación y Ahorro de la Energía (IDAE) desde el año 2017.

## Trayectoria
Estudió Ingeniería Industrial en la Escuela Técnica Superior de Ingenieros Industriales de la Universidad Politécnica de Madrid y realizó el Programa de Desarrollo de Dirección de la Escuela de Organización Industrial (EOI).
Tras trabajar entre los años 1990 y 1993 en la Sociedad de la Energía de la Comunidad de Madrid, en 1993 entró a formar parte del Instituto para la Diversificación y Ahorro de la Energía (IDAE). Fue técnica del Departamento de Transporte hasta el año 2014 en que se convirtió en Jefa del mismo. También en el IDAE fue Jefa de Relaciones Institucionales.
En 2017 se convirtió en responsable del Departamento de Movilidad Sostenible y Ciudad del IDAE. Entre sus principales responsabilidades ha estado la gestión de las ayudas a la adquisición de vehículos eléctricos en España.

## Reconocimientos
En 2016, Isabel del Olmo Flórez recibió el premio Mujer y gestión del tráfico, que entrega la Asociación de Ingeniería de Tráfico y Técnicos de movilidad. Cinco años después, en 2021, fue galardonada con el premio AEDIVE-Santiago Losada, que otorga la Asociación Empresarial para el Desarrollo e Impulso de la Movilidad Eléctrica, en la categoría Institución. En esa edición, se premió a ocho mujeres reconocidas por su trabajo en el sector de la automoción. Entre ellas, las periodistas Alicia Sornosa o Sara Soria.